# Glenda Farrell
Glenda Farrell (ur. 30 czerwca 1904, zm. 1 maja 1971) – amerykańska aktorka filmowa i telewizyjna.

## Filmografia
seriale
- 1947: Kraft Television Theatre
- 1948: Studio One
- 1959: Bonanza jako Looney
- 1961: Ben Casey jako Martha Morrison
- 1964: Ożeniłem się z czarownicą jako Hortense Rockeford

film
- 1931: Mały Cezar jako Olga Strassoff
- 1933: Biuro osób zaginionych jako Belle Howard Saunders
- 1933: Gabinet figur woskowych
- 1936: The Law in Her Hands jako Dorothy 'Dot' Davis
- 1942: Głosy miasta jako Regina Bush
- 1959: The Bells of St. Mary’s
- 1964: Wesoły sanitariusz jako dr Jean Howard
- 1968: Tiger by the Tail jako Sarah Harvey

## Nagrody i nominacje
Została uhonorowana nagrodą Emmy, a także posiada swoją gwiazdę na Hollywoodzkiej Alei Gwiazd.